# Ten Desires
Ten Desires (яп. 東方神霊廟 То:хо: Синрэйбё) — вертикальный скролл-шутер, 13 часть серии Touhou Project.
Игра была анонсирована 28 февраля 2011 года в блоге ZUN’a Демоверсия должна была выйти на Рейтайсае 8 13 марта 2011 года, но в связи с разрушительным землетрясением фестиваль был отложен до 8 мая. Демоверсия вышла 16 апреля и доступна для скачивания. Средства, вырученные за неё на Рейтайсае, были пущены на пожертвования пострадавшим.
13 августа на Комикете-80 была выпущена полная версия игры.

## Игровой процесс
В Ten Desires играть можно за четырёх персонажей. Кроме Рейму Хакурей, Марисы Кирисаме и Санаэ Котии (за которую уже можно было играть в Undefined Fantastic Object) доступна Ёму Компаку. Таким образом, это третья, помимо Mystic Square и Imperishable Night, даммаку, где имеются четыре игровых персонажа.
Также как и в Imperishable Night, в Ten Desires доступен режим тренировки использования спелл-карт.

## Сюжет

### Предыстория
Где-то 1400 лет назад Сейга Каку встречает Тоёсатомими-но Мико и решает обучить её тайнам даосизма. Когда Мико рассказала Сейге о своих политических планах, та предложила ей, что она должна формально принять буддизм. После длинной религиозной войны Мико распространяет буддизм по всей Японии, а сама продолжает постигать тайны Дао. Это сказывается на её здоровье, и в итоге Мико вместе с Мононобе-но Футо засыпают в гробнице, став сикайсенами, в надежде когда-нибудь возродиться. Однако буддисты накладывают печать на её гробницу, чтобы не дать ей воскреснуть.
История стала легендой, легенда стала мифом, и мавзолей Мико был перенесен в Генсокё.
После событий Undefined Fantastic Object Бякурен Хидзири строит буддистский храм над её мавзолеем.

### Предисловие
История начинается одним мирным днем в Генсокё, когда внезапно началось нашествие божественных духов. Четыре героини, Рейму Хакурей, Мариса Кирисаме, Санаэ Котия и Ёму Компаку считают это ненормальным и одна из них отправляется расследовать инцидент.

### Главный сценарий
Сперва героиня ищет ответ в Хакугёкуро и встречает там Ююко Сайгёдзи. Она обвиняет Ююко, что та не уделяет должного внимания духам и они сражаются. Ююко побеждена и заявляет, что эти духи не простые, а божественные, про которых она мало что знает. Ююко дает подсказки, направляя героиню на кладбище возле храма Мёрена.
Героиня приходит в храм и сталкивается там с Кёко Касодани, охраняющей ворота. Та быстро побеждена, и героиня проходит на кладбище.
По пути героиня встречает Когасу Татару, которая заявляет, что хочет напугать Бякурен, но ей мешает пройти Ёсика Мияко — цзян-ши, воскрешенная, чтобы охранять вход в мавзолей. Героиня побеждает Ёсику и входит в пещеру, ведущую к мавзолею.
Там героиня обнаруживает большие скопления божественных духов. Ей преграждает путь Сейга Каку, которая и воскресила Ёсику, чтобы та охраняла вход. Сейга сражается с героиней, под прикрытием Ёсики. Героиня побеждает их и попадает внутрь мавзолея.
Там героиня встречает Сога-но Тодзико, атакующую её. Тодзико быстро повержена и героиня встречает Мононобе-но Футо, заявляющую, что она охраняет мавзолей. Когда Футо побеждена, героиня проникает внутрь гробницы.
Там героиня видит мириады божественных духов и встречает святую, Тоёсатомими-но Мико. Мико была воскрешена, и духи, очевидно, сами прибывают к ней, чтобы присутствовать при её воскрешении. Они начинают сражение, из которой героиня выходит победителем.

### Экстра-уровень
Героиня узнает, что ёкаи обеспокоены воскрешением святой и позвали на помощь сильного союзника. Она отправляется к храму Мёрена, где её атакует Нуэ Ходзю в гневе. После этого к ней навстречу выходит Мамидзо Футацуива. Они устраивают дуэль от скуки, и наша героиня вновь непобедима.

## Музыка
В Ten Desires можно услышать 17 различных музыкальных композиций. По 7 музыкальных тем для всех уровней и боссов и по одной для меню, эпилога и титров. Кроме того есть 18-й трек, используемый на странице подсчёта очков, взятый из Fairy Wars. Тема титров «Desire Dream» (яп. デザイアドリーム) является вариацией темы 4 уровня «Desire Drive» (яп. デザイアドライブ) и отличается от неё более медленным темпом и большей продолжительностью.